# Eva Kondrysová
Eva Kondrysová (5. prosince 1926, Praha – 17. září 2017) byla překladatelka zabývající se překlady z angličtiny do češtiny. Zaměřovala se na překlad románů anglických a amerických autorů 19. a 20. století. Mezi autory, kteří vyšli v jejím překladu, patří například Jane Austen, Arthur Conan Doyle, Saul Bellow, Khaled Hosseini, John Updike či Henry Fielding.

## Životopis
Eva Kondrysová se narodila 5. prosince 1926 v Praze jako Eva Schwarzová do rodiny lékařky a židovského advokáta. V roce 1946 úspěšně složila maturitní zkoušku na reálném gymnáziu v Kolíně a poté studovala anglistiku a psychologii na Filozofické fakultě Univerzity Karlovy v Praze. V letech 1947 až 1949 absolvovala také studijní pobyt na Lynchburg College ve Spojených státech amerických, kde získala titul BA. V roce 1952 získala titul PhDr. a po ukončení studií začala pracovat jako redaktorka ve Státním nakladatelství krásné literatury, hudby a umění (od roku 1966 pod názvem Odeon) a mezi lety 1958–1969 jako redaktorka revue Světová literatura.
Po sovětské okupaci Československa v roce 1968, kdy mnozí překladatelé nesměli překládat, propůjčila své jméno například překladatelům Jiřině a Karlovi Kynclovým nebo Zdeňkovi Urbánkovi. Je také jednou ze zakladatelek anticen Skřipec a Skřipeček za nejhorší překlad, kterou každoročně uděluje Obec překladatelů.

## Nejvýznamnější překlady

### Arthur Conan Doyle
- Další případy Sherlocka Holmese
- Poslední poklona Sherlocka Holmese
- Příběhy Sherlocka Holmese

### Jane Austen
- Emma
- Mansfiedské panství
- Opatství Northanger
- Pýcha a předsudek
- Rozum a cit

### Agatha Christie
- Smrt staré posluhovačky
- Vražda v Orient-expressu
- Vraždy podle abecedy

### Ostatní
- Saul Bellow – Děkanův prosinec, Krádež, Realista, Ravelstein
- Kingsley Amis – Šťastná Anna
- Patricia Highsmith – Skleněná cela
- Thomas de Quincey – Zpověď poživače opia
- Erle Stanley Gardner – Státní zástupce zasahuje
- John Updike – Terorista
- Mark Rothko – Umělcova zkušenost
- David Lodge – Profesorské hrátky
- Pearl S. Buck – Dobrá země
- Sinclair Lewis – Hlavní třída

## Ocenění
V roce 2016 jí byla udělena Cena za statečné občanské postoje v době nacistické okupace a komunistické diktatury.